# Интерполяционное пространство
Интерполяционное пространство — понятие функционального анализа, описывающее свойства банаховых пространств.

## Определение
Пусть {\displaystyle A,B,C,D,E,F} - банаховы пространства, {\displaystyle A,B} и {\displaystyle C,D} - две банаховы пары, а {\displaystyle E} и {\displaystyle F} - промежуточные банаховы пространства между {\displaystyle A} и {\displaystyle B}, {\displaystyle C} и {\displaystyle D} соответственно. Тройка {\displaystyle (A,B,E)} называется интерполяционной относительно тройки {\displaystyle (C,D,F)}, если всякий ограниченный оператор из пары {\displaystyle A,B} в пару {\displaystyle C,D} отображает пространство {\displaystyle E} в пространство {\displaystyle F}. Пространство {\displaystyle E} называется интерполяционным между пространствами банаховой пары {\displaystyle A} и {\displaystyle B}, если {\displaystyle A} совпадает с {\displaystyle C}, {\displaystyle B} совпадает с {\displaystyle D} и {\displaystyle E} совпадает с {\displaystyle F}.

## Банахова пара пространств
Банаховой парой называются два банаховых пространства {\displaystyle A} и {\displaystyle B}, алгебраически и топологически
вложенные в некоторое отделимое топологическое линейное пространство {\displaystyle {\mathfrak {A}}}.

## Вложенное банахово пространство
Банахово пространство {\displaystyle B} вложено в банахово пространство {\displaystyle A}, если:
1. Из {\displaystyle x\in B} следует, что {\displaystyle x\in A}.
2. Пространство {\displaystyle A} индуцирует на {\displaystyle B} структуру векторного пространства, совпадающую со структурой векторного пространства {\displaystyle B}.
3. Существует такая константа {\displaystyle C_{AB}}, что {\displaystyle \|x\|_{A}\leqslant C_{AB}\|x\|_{B}} для всех {\displaystyle x\in B}.[3]

## Промежуточное банахово пространство
Банахово пространство {\displaystyle C} называется промежуточным для пары банаховых пространств {\displaystyle A,B}, если имеются вложения {\displaystyle (A\cap B)\subset C\subset (A+B)}. Символ  {\displaystyle \subset } означает алгебраическое и непрерывное вложение. Для того, чтобы банахово пространство {\displaystyle C} было промежуточным, достаточно, чтобы оно было алгебраически и непрерывно вложено в пространство {\displaystyle {\mathfrak {A}}}, содержало в себе пространство {\displaystyle A\cap B} и содержалось в пространстве {\displaystyle A+B}.